# Johanna Talihärm
Johanna Talihärm (ur. 27 czerwca 1993 w Tallinn) – estońska biathlonistka.
Po raz pierwszy na arenie międzynarodowej pojawiła się w 2010 roku, kiedy wystąpiła na Mistrzostwach Europy w Otepää. Zajęła tam między innymi 30. miejsce w biegu indywidualnym.
W Pucharze Świata zadebiutowała 1 grudnia 2012 roku w Östersund, zajmując 92. miejsce w sprincie.

## Osiągnięcia

### Igrzyska olimpijskie
| Rok  | Miejscowość | Konkurencje | Konkurencje | Konkurencje | Konkurencje | Konkurencje | Konkurencje | Konkurencje |
| Rok  | Miejscowość | IN          | SP          | PU          | MS          | RL          | MR          | SR          |
| ---- | ----------- | ----------- | ----------- | ----------- | ----------- | ----------- | ----------- | ----------- |
| 2014 | Sochi       | 71.         | 47.         | 54.         | nd.         | 15.         | nd.         | nd.         |
| 2018 | Pjongczang  | 50.         | 22.         | 26.         | nd.         | nd.         | nd.         | nd.         |
| 2022 | Pekin       | 66.         | 43.         | dns.        | nd.         | 15.         | nd.         | nd.         |

### Mistrzostwa świata
| Rok  | Miejscowość          | Konkurencje | Konkurencje | Konkurencje | Konkurencje | Konkurencje | Konkurencje | Konkurencje |
| Rok  | Miejscowość          | IN          | SP          | PU          | MS          | RL          | MR          | SR          |
| ---- | -------------------- | ----------- | ----------- | ----------- | ----------- | ----------- | ----------- | ----------- |
| 2013 | Nové Město na Moravě | 99.         | 85.         | nd.         | nd.         | 20.         | nd.         | nd.         |
| 2015 | Kontiolahti          | 70.         | 38.         | 43.         | nd.         | 15.         | nd.         | nd.         |
| 2017 | Hochfilzen           | 57.         | 87.         | nd.         | nd.         | 19.         | 21.         | nd.         |
| 2019 | Östersund            | 28.         | 20.         | 34.         | nd.         | 12.         | 14.         | –           |
| 2020 | Anterselva           | 53.         | 31.         | 51.         | nd.         | dsq.        | 15.         | –           |
| 2021 | Pokljuka             | 30.         | 32.         | 33.         | nd.         | 17.         | 19.         | 10.         |
| 2023 | Oberhof              | 77.         | 91.         | –           | –           | 10.         | –           | –           |
| 2024 | Nové Město           | –           | 63.         | –           | –           | 4.          | –           | –           |
| 2025 | Lenzerheide          | 57.         | 49.         | lap.        | –           | 10.         | –           | –           |

### Mistrzostwa świata juniorów
| Rok  | Miejscowość  | Konkurencje | Konkurencje | Konkurencje | Konkurencje | Konkurencje | Konkurencje | Konkurencje |
| Rok  | Miejscowość  | IN          | SP          | PU          | MS          | RL          | MR          | SR          |
| ---- | ------------ | ----------- | ----------- | ----------- | ----------- | ----------- | ----------- | ----------- |
| 2013 | Obertilliach | nd.         | 17.         | DNS         | nd.         | nd.         | nd.         | nd.         |
| 2014 | Presque Isle | 34.         | DNS         | nd.         | nd.         | nd.         | nd.         | nd.         |

### Mistrzostwa Europy
| Rok  | Miejscowość | Konkurencje | Konkurencje | Konkurencje | Konkurencje | Konkurencje | Konkurencje | Konkurencje |
| Rok  | Miejscowość | IN          | SP          | PU          | MS          | RL          | MR          | SR          |
| ---- | ----------- | ----------- | ----------- | ----------- | ----------- | ----------- | ----------- | ----------- |
| 2010 | Otepää      | 30.         | 38.         | 41.         | nd.         | nd.         | nd.         | nd.         |
| 2012 | Osrblie     | 20.         | 24.         | 22.         | nd.         | nd.         | 11.         | nd.         |
| 2015 | Otepää      | nd.         | 45.         | 32.         | nd.         | 9.          | nd.         | nd.         |
| 2018 | Ridnaun     | DNS         | 57.         | DNS         | nd.         | nd.         | 15.         | –           |

### Puchar Świata

#### Miejsca w klasyfikacji generalnej
| Sezon     | Miejsce |
| --------- | ------- |
| 2012/2013 | -       |
| 2013/2014 | -       |
| 2014/2015 | 92.     |
| 2015/2016 | 86.     |
| 2016/2017 | -       |
| 2017/2018 | 83.     |
| 2018/2019 | 59.     |
| 2019/2020 | 72.     |
| 2020/2021 | 55.     |
| 2021/2022 | 101.    |
| 2022/2023 | 83.     |
| 2023/2024 | 90.     |
| 2024/2025 | 92.     |